# Port Hercule

Lage des Stadtbezirks La Condamine, der den Port Hercule umschließt

Der Port Hercule (deutsch Herkuleshafen) ist der zentral gelegene Yachthafen im Fürstentum Monaco. Er befindet sich im Stadtbezirk La Condamine, der den Hafen umschließt.
Der Bau des Port Hercule wurde 1926 fertiggestellt und erfuhr in den 1970er-Jahren Verbesserungen. Der Hafen bietet Platz für bis zu 700 Boote.

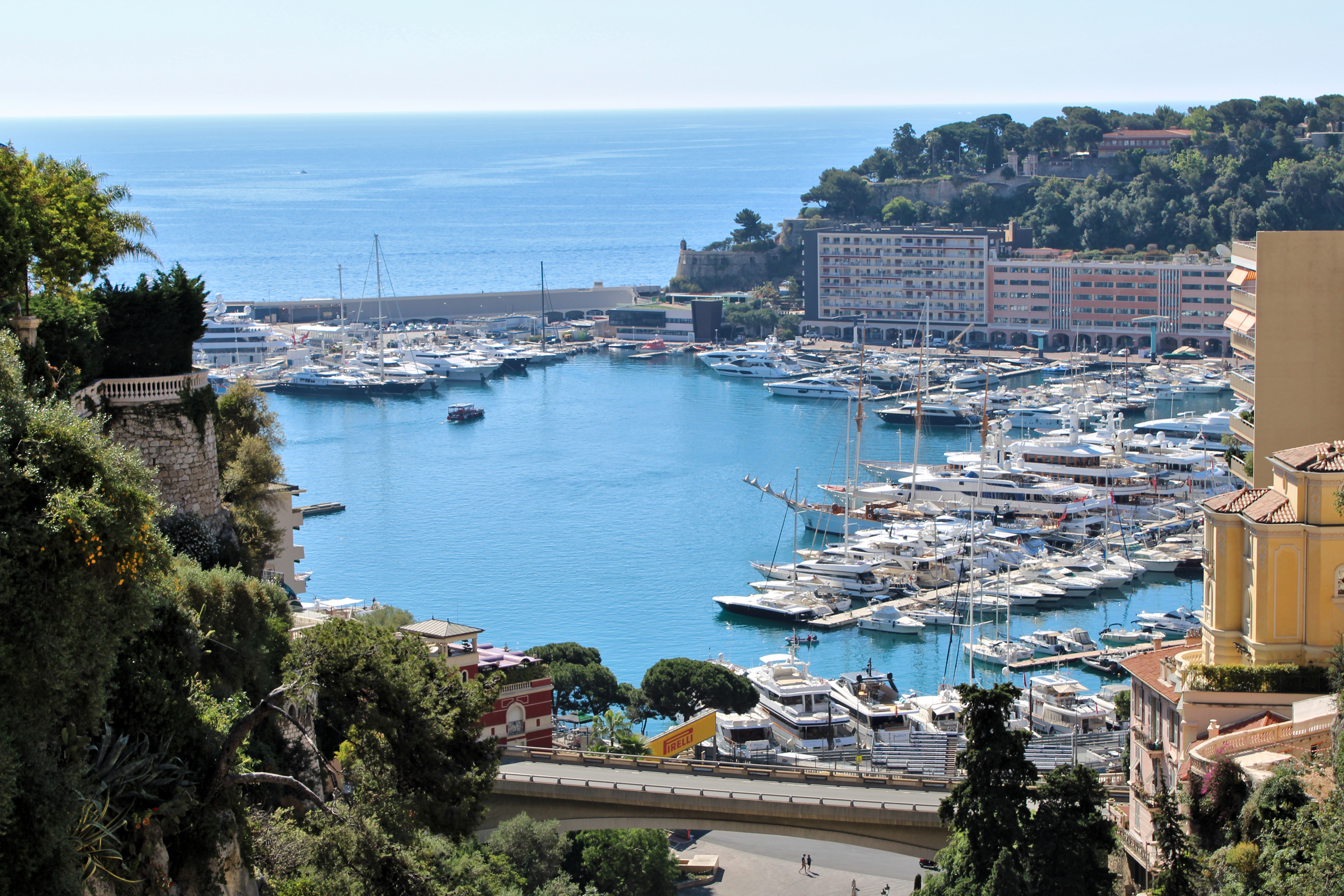
Port Hercule
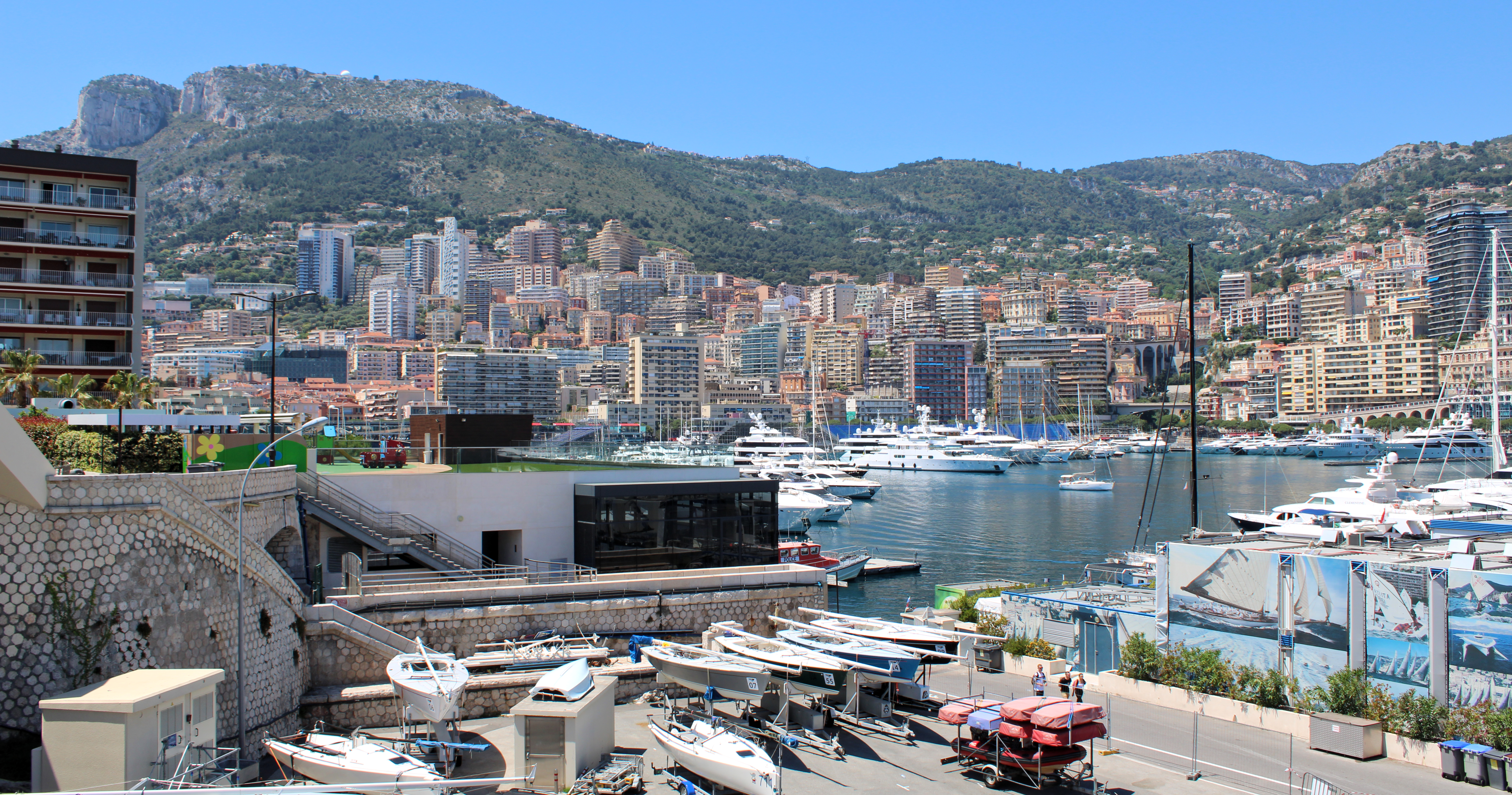
Port Hercule mit Blick auf La Condamine
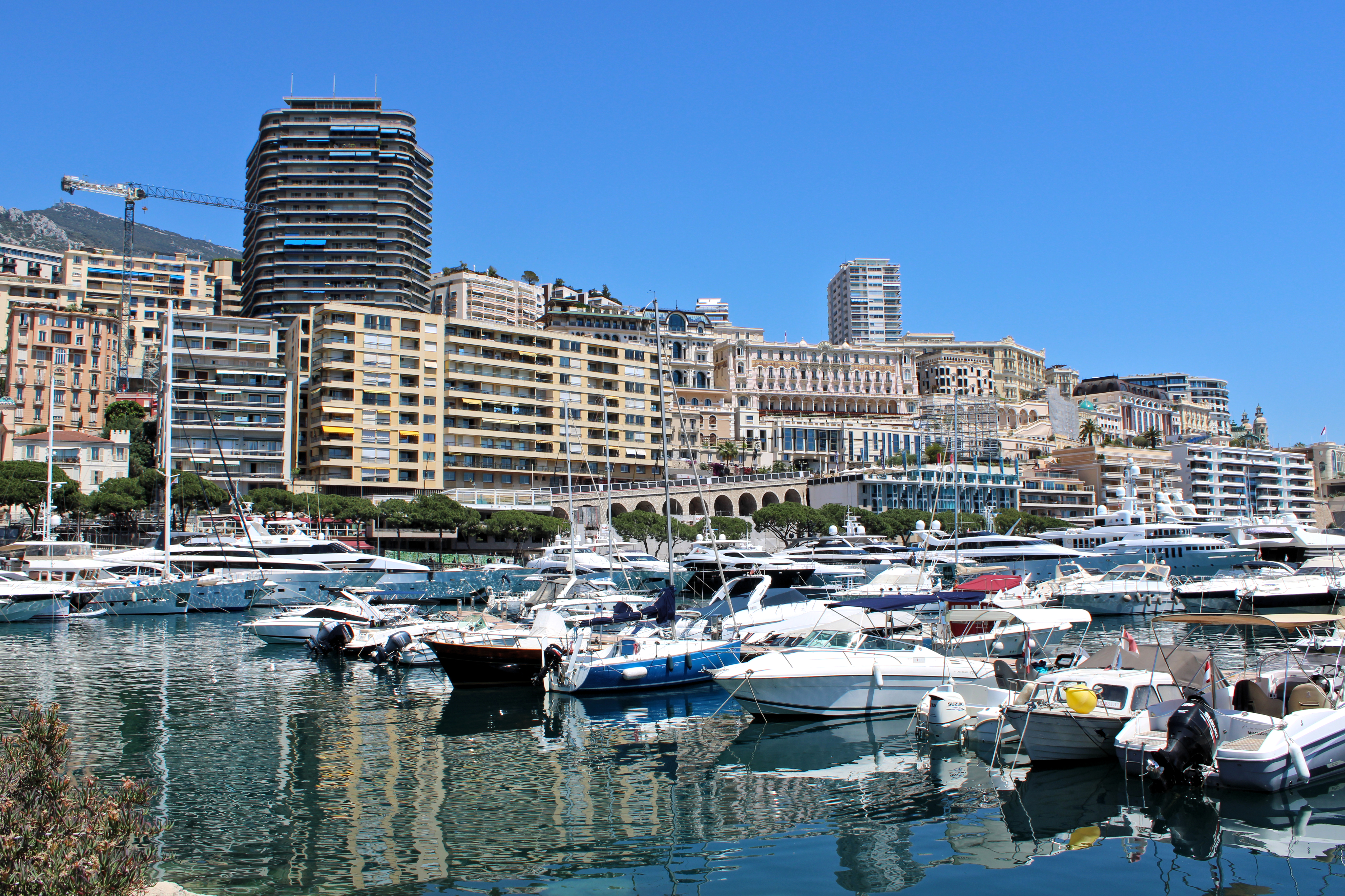
Port Hercule mit Blick auf Monte-Carlo